# Garatge de Can Boada
El Garatge de Can Boada és un edifici a la vila de Llagostera (Gironès) catalogat a l'Inventari del Patrimoni Arquitectònic de Catalunya.
És un edifici singular construït seguint els estilemes del modernisme que dominava en aquell moment. Utilització de l'obra vista en façanes per remarcar les obertures. El conjunt s'estructura en un cos central més alt cobert a dos vessants i dues ales de menor alçada també cobertes amb teula i amb dos vessants. Façanes arrebossades i rajoles pintades amb elements florals.
Antigament aquest edifici hauria estat destinat a la producció de gas. Posteriorment passà a la propietat de la família Boada i actualment és utilitzat com a garatge.